# ونیشین (لاس وگاس)
د ونیشین لاس وگاس یا هتل ونیزی لاس وگاس (به انگلیسی: The Venetian, Las Vegas)، نام یک هتل و کازینوی معروف در شهر لاس وگاس در آمریکا است.
این هتل به افتخار فرهنگ ایتالیا از روی شاهکارهای معماری ونیز الگوبرداری گردیده است.

## نگارخانه

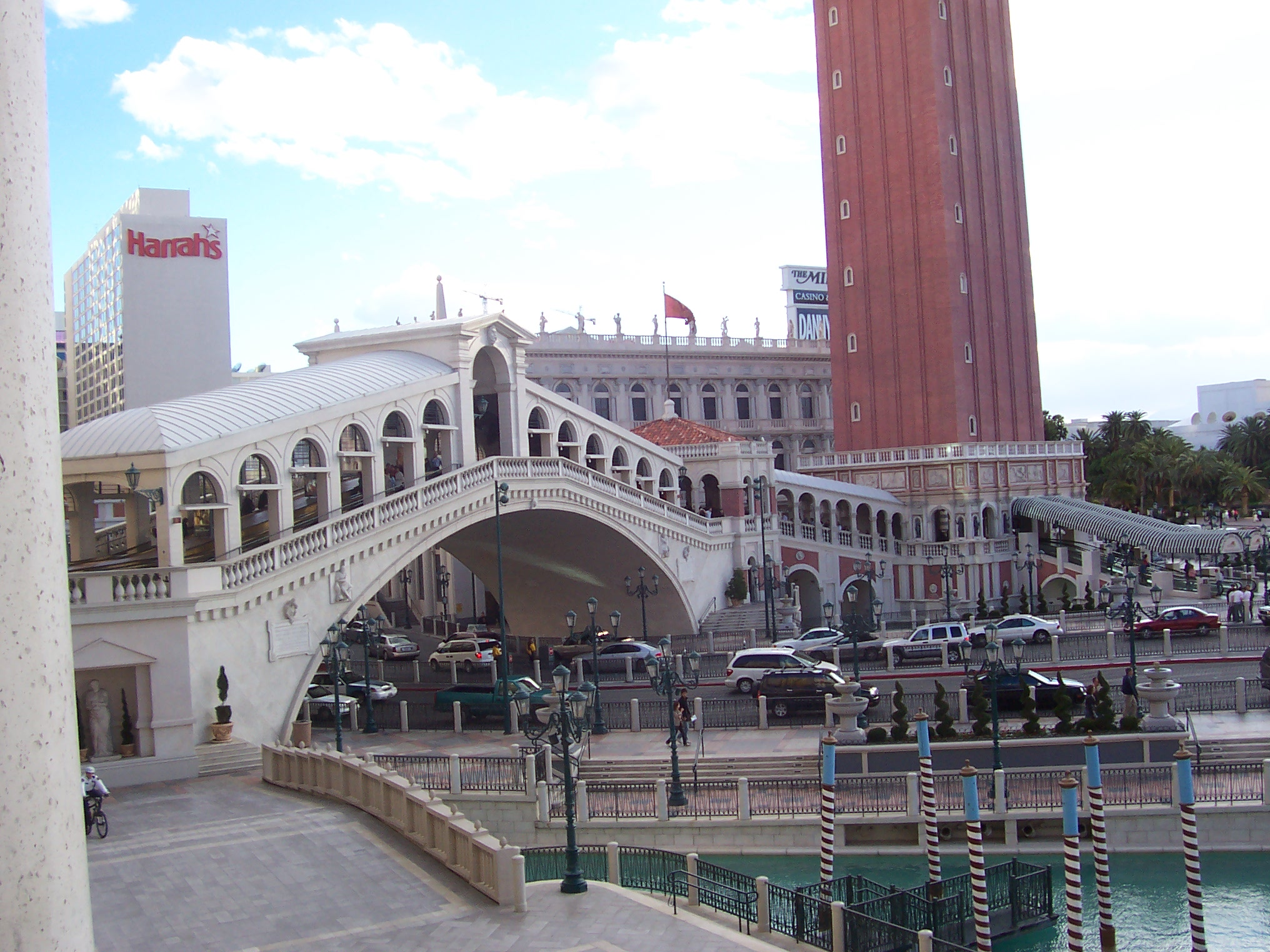
The Rialto Bridge at the Venetian
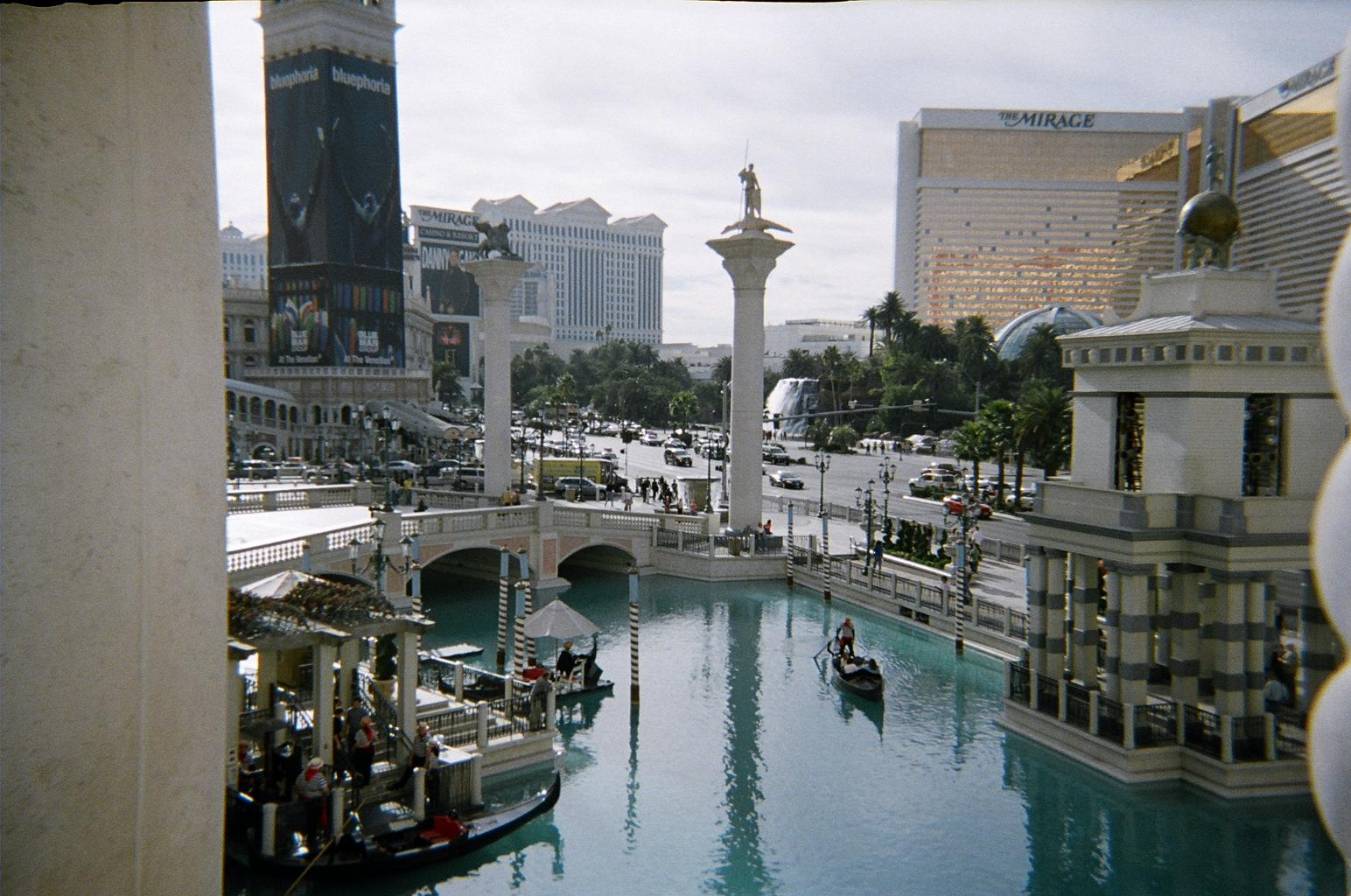
<!--View of the outside Gondola Rides from second floor balcony just outside of the casino.
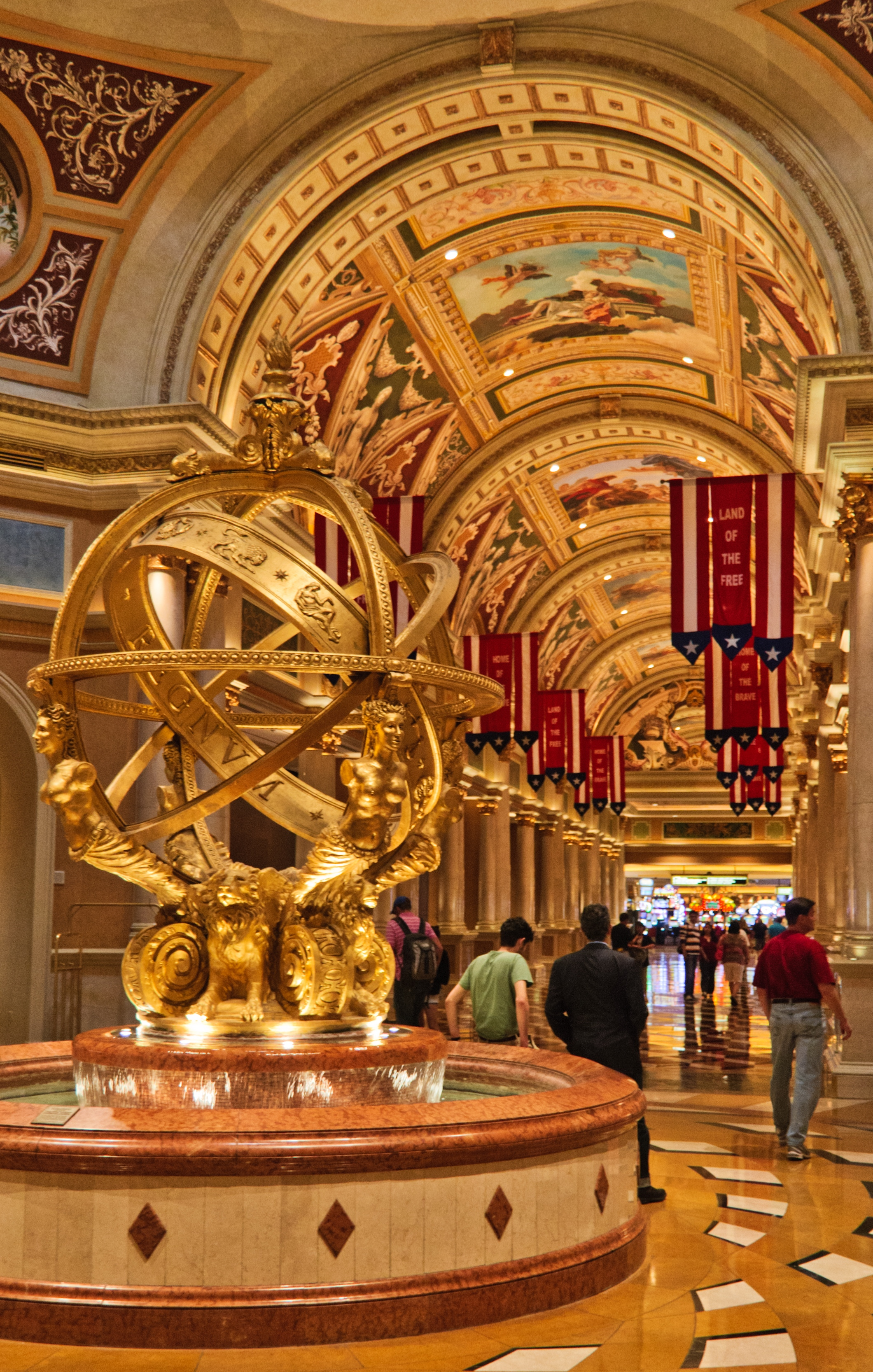
<!--This grand gallery connects the reception area and the casino.
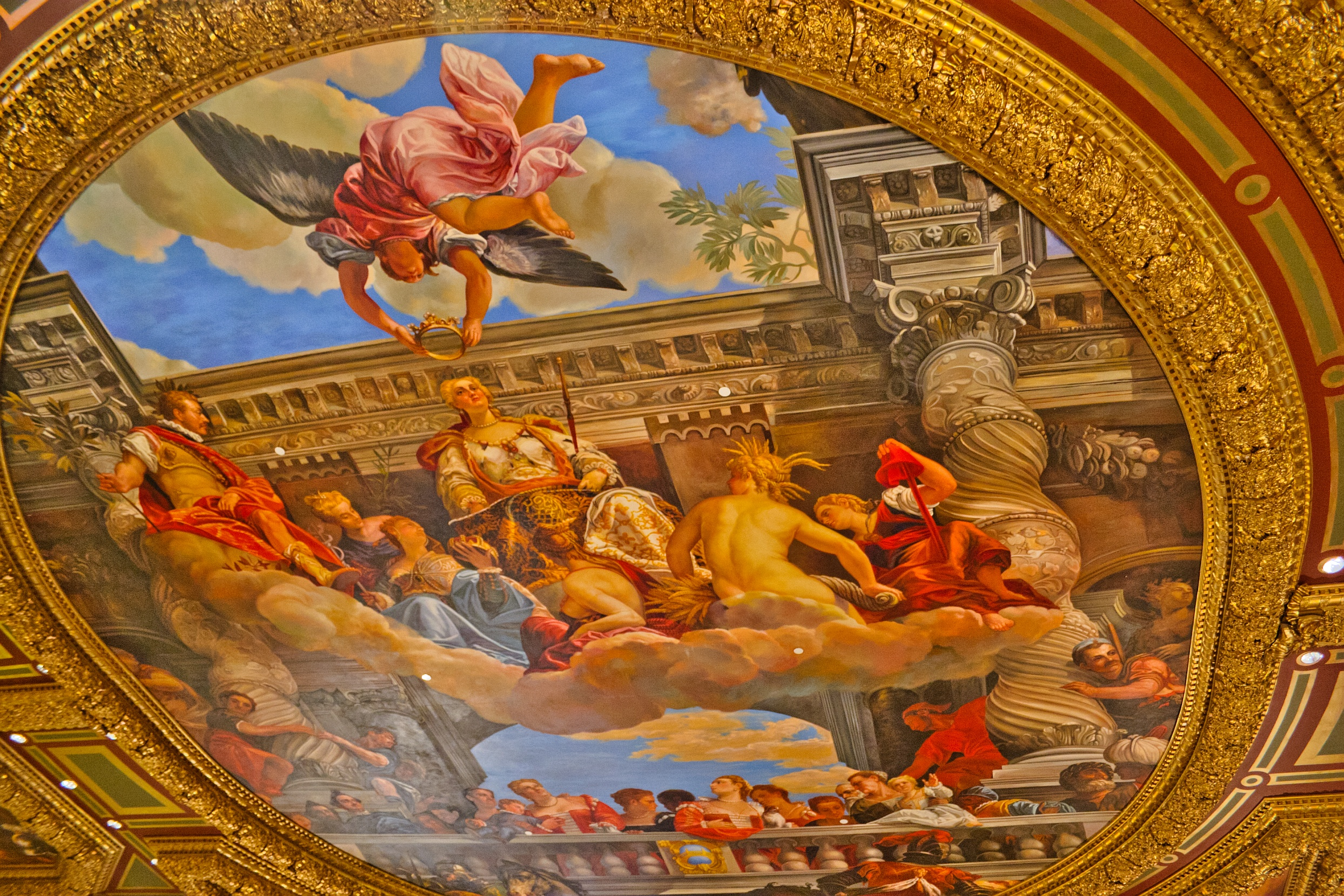
<!--The centerpiece of the Grand Canal Shoppes entrance hall ceiling.
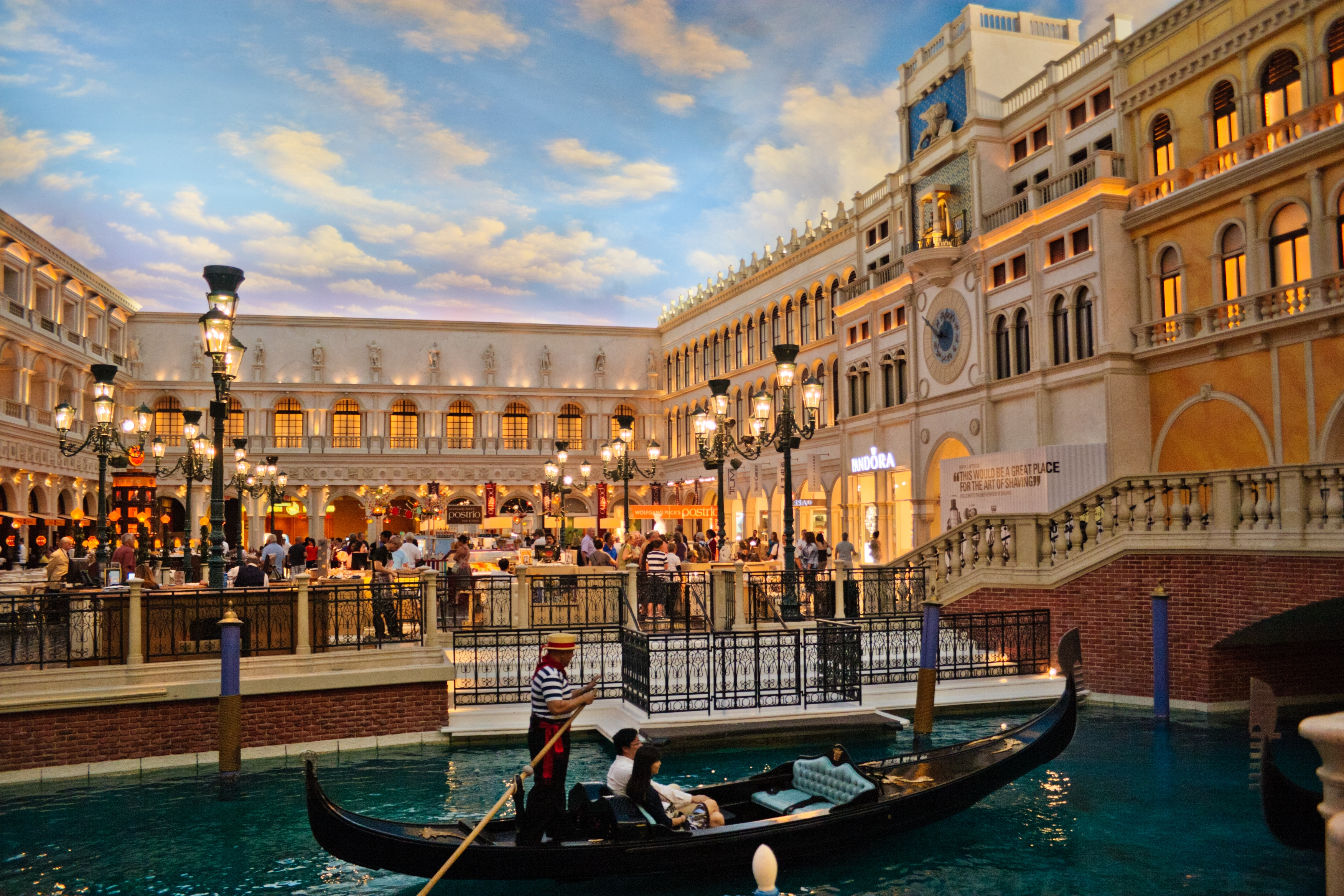
<!--St. Mark's Square at the Grand Canal Shoppes is surrounded by restaurants and shops. It is also the site of live costumed shows.
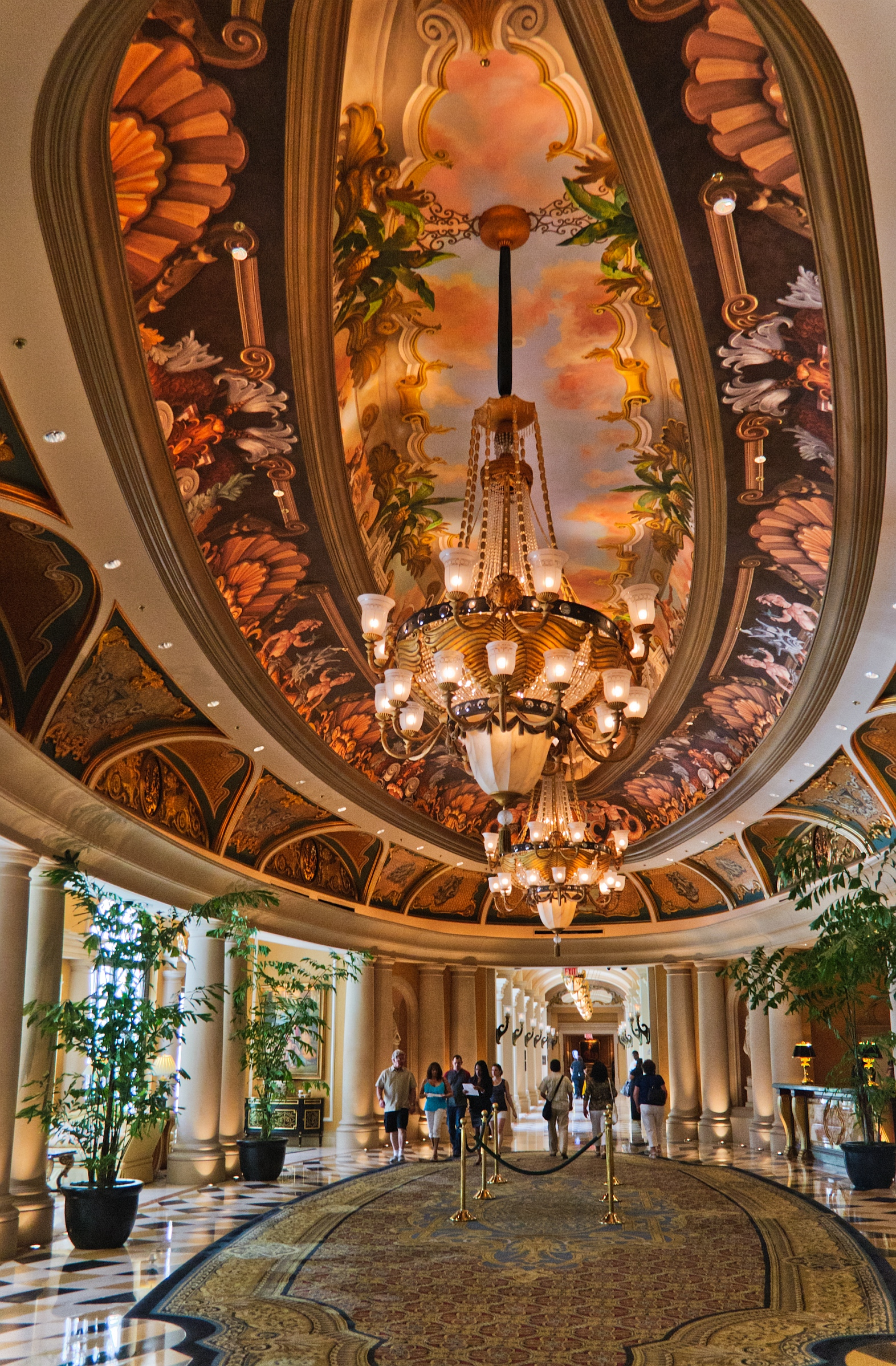
<!--This small, but striking Venezia reception area is located on the 10th floor of the Venetian/Palazzo complex.
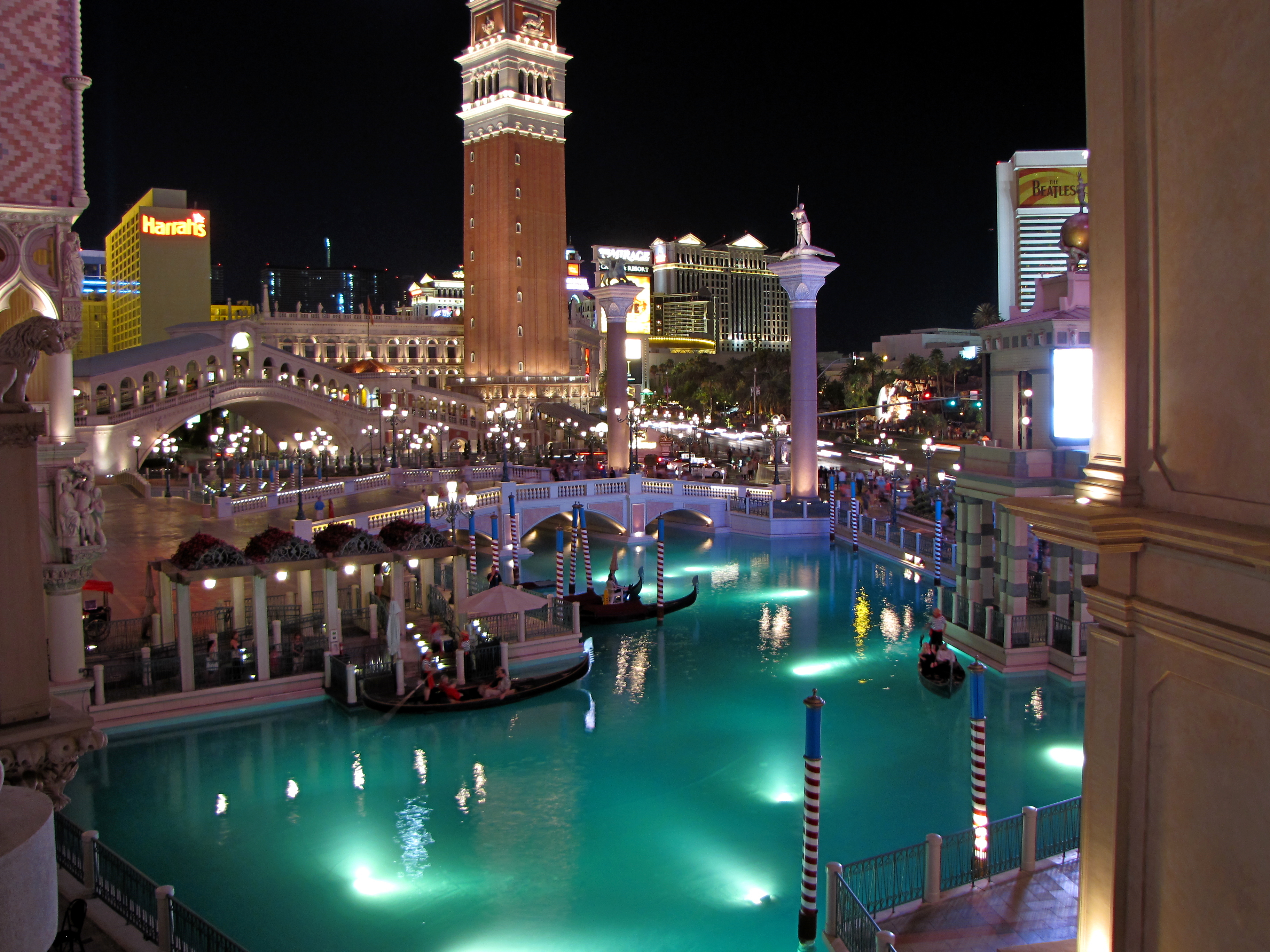